# Sh2-180
Sh2-180 est une nébuleuse en émission visible dans la constellation de Cassiopée.
Elle est située dans la partie nord-ouest de la constellation, à environ 2 ° est-nord-est de l'étoile κ Cassiopeiae. La période la plus appropriée pour son observation dans le ciel du soir se situe entre les mois d'août et de janvier et elle est considérablement facilitée pour les observateurs situés dans les régions de l'hémisphère boréal, où elle se produit circumpolaire jusqu'aux régions tempérées chaudes.
Située à une distance d'environ 6 100 pc (∼19 900 al), Sh2-180 se trouve sur le bras du Cygne, donc au-delà des grands complexes liés aux associations OB visibles dans Cassiopée, qui relèvent presque toutes du bras le plus profond de Persée. LS I +62 139, une étoile bleue de la séquence principale de classe spectrale O7,5V serait responsable de l'ionisation de ses gaz. Les estimations de sa distance indiquent pour cette étoile une valeur de 5 150 ± 1 300 parsecs, qui, bien qu'elle soit inférieure à l'estimation de 6 100 parsecs, ne contraste pas beaucoup avec elle compte tenu de la marge d'incertitude considérable. Au-delà de ces données, la nébuleuse semble avoir été peu étudiée et son aspect filamenteux, qui ressemble à celui d'un rémanent de supernova, soulève d'autres questions.